# Txagorritxu
 (juin 2021).
Si vous disposez d'ouvrages ou d'articles de référence ou si vous connaissez des sites web de qualité traitant du thème abordé ici, merci de compléter l'article en donnant les références utiles à sa vérifiabilité et en les liant à la section « Notes et références ».
Txagorritxu est un quartier de Vitoria-Gasteiz, capitale de la province d'Alava en Pays basque (Espagne) et siège du Gouvernement basque, situé dans la zone nord-ouest de la ville, dont le principal service est l'Hôpital du même nom, le plus important de la ville et un des plus grands de la communauté autonome. Il s'agit d'un quartier totalement résidentiel, puisqu'il manque de locaux commerciaux et de restauration.
Sur son territoire se trouve l'institut de Miguel de Unamuno précédemment Collège public, qui enseignait l'éducation générale Basique (ESO) aux jeunes entre 12 et 18 ans le centre de formation de l'INEM (institut national de l'emploi) et un centre pour personnes du troisième âge connu comme "la résidence de personnes".
Ses festivités liées au quartier voisin de Gazalbide ont lieu à la même date dans ce quartier, cette fête reçoit le nom de "festivités de txagorribidea".